# Lau-Balagnas
Lau-Balagnas település Franciaországban, Hautes-Pyrénées megyében. Lakosainak száma 508 fő (2022. január 1.). Lau-Balagnas Argelès-Gazost, Arcizans-Avant, Ayros-Arbouix, Beaucens, Préchac, Saint-Savin és Adast községekkel határos.

## Népesség
A település népességének változása:
| Lakosok száma | 506  | 518  | 537  | 524  | 520  | 522  | 522  | 515  | 508  |
|               | 2013 | 2015 | 2016 | 2017 | 2018 | 2019 | 2020 | 2021 | 2022 |